# 弗朗西斯科·利瑞安诺
弗朗西斯科·卡西亞斯·利瑞安諾（Francisco Casillas Liriano，1983年10月26日—），出生於多明尼加共和國聖克里斯托瓦爾，為美國職棒大聯盟的左投手。

## 職業生涯

### 明尼蘇達雙城
2000年舊金山巨人簽下了業餘自由球員身份的利瑞安諾。
2003年巨人用利瑞安諾加上終結者喬·內森和布夫·邦瑟交換雙城捕手A·J·皮爾辛斯基。
利瑞安諾當年被認為是雙城的超級新秀之一，常常用他和尤漢·山塔納對比。
2005年9月5日，利瑞安諾完成了他在大聯盟的首次登板。之後他進入了雙城隊的先發輪值表，並於9月30日對底特律老虎贏得了他在大聯盟的首勝。

#### 2006年
2006年利瑞安諾先從牛棚出發，之後在5月份進入先發輪值表，頂替表現不佳的Carlos Silva。利瑞安諾在這個賽季表現出色，投出了12勝3敗的成績，贏得了兩次月最佳新秀的榮譽，併入選了全明星賽。他2.16的防禦率是全聯盟最低的，但由於8月份受傷進入傷病名單，導致投球局數不夠而並沒有進入官方防禦率排行榜。
8月1日利瑞安諾在牛棚練投時感到手臂不適，因此他錯過了8月2日的先發。8月7日投完對老虎
的比賽後，利瑞安諾由於手臂傷痛而進入傷病名單。8月22日他開始復健計劃，並於8月30日回到牛棚練投。9月9日在3A羅徹斯特紅翼的復健賽中，利瑞安諾投了40球，沒有被擊出安打，三振4人次。他賽後表示感覺手臂良好。
9月13日利瑞安諾回到大聯盟先發對陣奧克蘭運動家，但僅僅只投了2局就因為左手肘疼痛離場，因此他也結束了2006賽季。
11月6日利瑞安諾進行了湯米·約翰手術，他因此也錯過了2007整個賽季。

#### 2008年
2008年利瑞安諾重新回到賽場，並於4月11日重回大聯盟，頂替受傷的Kevin Slowey。但是他表現不理想，前3次先發僅投出0勝3敗、防禦率11.32的成績。
4月25日他被球隊送回小聯盟。利瑞安諾在小聯盟表現搶眼，11次先發投出10勝0敗、防禦率2.67的成績。
8月1日他再次被叫上大聯盟，頂替Liván Hernández。之後他在大聯盟站穩位置。整個賽季利瑞安諾先發14場，6勝4敗，防禦率3.91。

#### 2011年
2011年5月3日，利瑞安諾對芝加哥白襪投出無安打比賽。

### 匹茲堡海盜

#### 2013年
2月8日，利瑞安諾和海盜原本在12月達成2年1275萬合約，卻因為右手受傷未通過體檢，而受傷原因居然是因為在聖誕節為了嚇小孩而弄傷右手。最終縮水為1年100萬美元合約。
雖然薪資不高，但利瑞安諾在該季繳出全職先發的生涯年(總計16勝8敗、ERA3.02)，不但榮獲東山再起獎，更幫助海盜在外卡驟死賽以6:2擊敗紅人。

#### 2015年
2015年5月24日，利瑞安諾對大都會先發6局飆出12次三振，與隊友Gerrit Cole、A.J. Burnett接力完成連3場先發投手都送出10K以上的紀錄(海盜連3場先發投手至少10次三振，要追溯到1969年Bob Veale、Bob Moose、Dock Ellis，其中Bob Moose、Dock Ellis也是對大都會投出)。隊友在前6局就擊出9支安打，包括Andrew McCutchen的2分全壘打和Starling Marte的3分砲，助海盜以9:1擊敗大都會，在3連戰橫掃了對手。

#### 2016年
4月2日，海盜主場開幕戰4:1打敗紅雀。利瑞安諾主投6局挨3安、5BB、10K、0失分，不但拿下勝投，還用球棒敲下2016年球季第1分打點。

#### 2022年
1月17日，多明尼加先發/後援左投利瑞安诺（Francisco Liriano）宣布退役，2000 年當時年僅16歲的他與舊金山巨人簽約，三年後被交易到明尼蘇達雙城。2005年出道大聯盟，展開共14年的大聯盟生涯，其間曾效力多倫多藍鳥、芝加哥白襪、底特律 老虎、休士頓太空人（世界冠軍成員）以及匹茲堡海盜。

## 職棒生涯成績
| Year      | Tm        | W  | L  | W-L% | ERA  | G   | GS | CG | SHO | SV | IP    | H   | HR | BB  | IBB | SO  | WHIP |
| 2005      | MIN       | 1  | 2  | .333 | 5.70 | 6   | 4  | 0  | 0   | 0  | 23.2  | 19  | 4  | 7   | 0   | 33  | 1.09 |
| 2006      | MIN       | 12 | 3  | .800 | 2.16 | 28  | 16 | 0  | 0   | 1  | 121.0 | 89  | 9  | 32  | 0   | 144 | 1.00 |
| 2008      | MIN       | 6  | 4  | .600 | 3.91 | 14  | 14 | 0  | 0   | 0  | 76.0  | 74  | 7  | 32  | 1   | 67  | 1.39 |
| 2009      | MIN       | 5  | 13 | .278 | 5.80 | 29  | 24 | 0  | 0   | 0  | 136.2 | 147 | 21 | 65  | 0   | 122 | 1.55 |
| 2010      | MIN       | 14 | 10 | .583 | 3.62 | 31  | 31 | 0  | 0   | 0  | 191.2 | 184 | 9  | 58  | 0   | 201 | 1.26 |
| 5 Seasons | 5 Seasons | 38 | 32 | .543 | 3.97 | 108 | 89 | 0  | 0   | 1  | 549.0 | 513 | 50 | 194 | 1   | 567 | 1.28 |

## 球探報告
在進行湯米·約翰手術之前，利瑞安諾的快速球常常超過95英里/小時，搭配上滑球和不錯的變速球，使得他的三振率很高。手術之後，利瑞安諾的快速球僅在90英里/小時左右，偶爾可以達到95英里/小時。2006年時他和他的前隊友尤漢·山塔納一樣，常常用變速球來三振打者。而現在他則是主要用滑球來解決打者，他的滑球在80英里/小時左右。

## 榮譽
- 2005年 國際聯盟年度最佳新秀
- 2006年6月、7月 美國聯盟月最佳新秀
- 2006年 入選美國職棒大聯盟明星賽
- 2座美國職棒大聯盟年度東山再起球員獎(2010、2013)

## 私人生活
由於2006年酒後駕車被捕，2008年利瑞安諾回美國時簽證出了問題，導致春訓遲到。
2008年4月4日，利瑞安諾的妻子為他生下了一個兒子。

## 外部連結
- 球員資訊和成績在MLB，ESPN，Baseball-Reference，Fangraphs，The Baseball Cube（英文）